# Katastrofa górnicza w kopalni Halemba (1990)
Katastrofa górnicza w kopalni Halemba – katastrofa górnicza, do której doszło w Kopalni Węgla Kamiennego Halemba w Rudzie Śląskiej, 10 stycznia 1990 roku.
O godzinie 2:24, w rejonie skrzyżowania ściany 12 z chodnikiem ścianowym 13 doszło do wybuchu metanu. Za najbardziej prawdopodobną przyczynę zapłonu metanu, uznano iskry, powstałe wskutek pracy kombajnu. Tylko nieliczni górnicy zdążyli użyć pochłaniaczy ucieczkowych. Katastrofa wydarzyła się mimo ustawienia czujników metanometrycznych na krótki czas reakcji. W strefie zagrożenia znalazło się 40 pracowników: 19 zginęło, 20 zostało rannych.

## Ofiary katastrofy
1. Jerzy Bobrowski (lat 42)
2. Antoni Cimała (lat 33)
3. Zenon Filipski (lat 30)
4. Jerzy Gaweł (lat 31)
5. Mieczysław Grabara (lat 41)
6. Zbigniew Gurgacz (lat 26)
7. Adam Janik (lat 26)
8. Krzysztof Loewe (lat 37)
9. Mirosław Michałów (lat 21)
10. Adam Najmark (lat 24)
11. Krzysztof Nowak (lat 22)
12. Aleksander Ozóg (lat 40)
13. Marek Rajewski (lat 21)
14. Tadeusz Ryszka (lat 20)
15. Henryk Sojka (lat 22)
16. Józef Starczyk (lat 49)
17. Leszek Suszyński (lat 31)
18. Jerzy Szatanik (lat 27)
19. Wojciech Świniuch (lat 25)

- Źródło:[3].